# 生産科学科
生産科学科（せいさんかがくか）は、日本の大学に設置されている学科。

## 設置する大学・学部
- 石川県立大学 生物資源環境学部

## 設置する専門職短期大学
- 静岡県立農林環境専門職大学短期大学部